# À Block CT

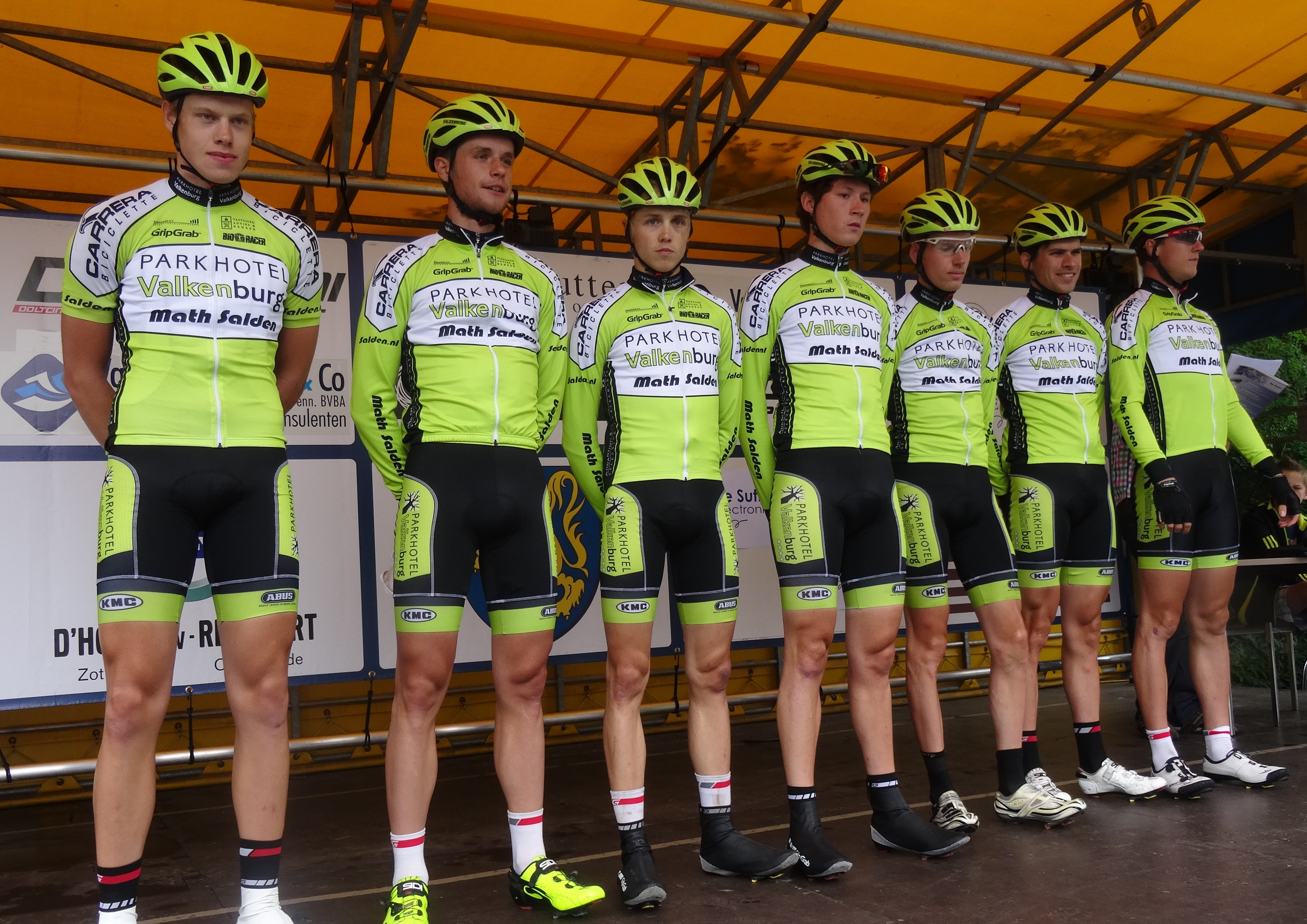
L'equip al 2014

El À Block CT (codi UCI: ABC), conegut anteriorment com a Parkhotel Valkenburg i Monkey Town Continental Team, és un equip ciclista neerlandès professional, de categoria Continental des del 2014.

## Principals resultats
- Himmerland Rundt: Wim Stroetinga (2015)
- Fletxa costanera: Marco Zanotti (2015), Bas van der Kooij (2019)
- Volta a Romania: Alex Molenaar (2019)

### Grans Voltes
- Tour de França
  - 0 participacions
- Giro d'Itàlia
  - 0 participacions
- Volta a Espanya
  - 0 participacions

## Classificacions UCI

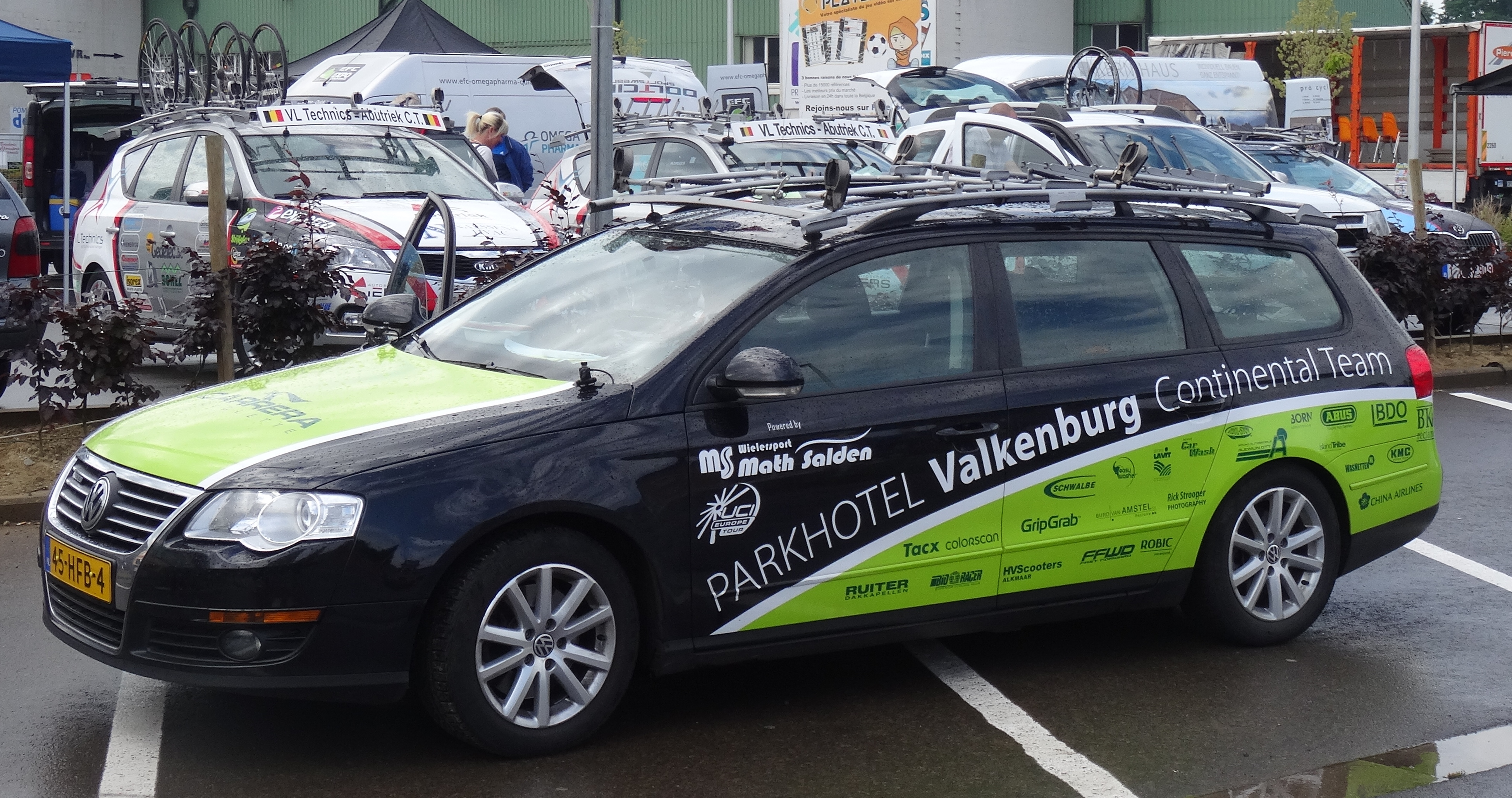
Vehicle de l'equip al 2014

A partir del 2014, l'equip participa en els Circuits continentals de ciclisme.
UCI Àfrica Tour
| Temporada | Classificació per equips | Millor ciclista en la classificació individual |
| --------- | ------------------------ | ---------------------------------------------- |
| 2014      | 15è                      | Peter Schulting (105è)                         |

UCI Àsia Tour
| Temporada | Classificació per equips | Millor ciclista en la classificació individual |
| --------- | ------------------------ | ---------------------------------------------- |
| 2014      | 35è                      | Marco Zanotti (36è)                            |
| 2015      | 21è                      | Marco Zanotti (17è)                            |
| 2016      | 34è                      | Peter Schulting (99è)                          |
| 2017      | 27è                      | Antonio Santoro (42è)                          |

UCI Europa Tour
| Temporada | Classificació per equips | Millor ciclista en la classificació individual |
| --------- | ------------------------ | ---------------------------------------------- |
| 2014      | 73è                      | Marco Zanotti (226è)                           |
| 2015      | 33è                      | Wim Stroetinga (123è)                          |
| 2016      | 49è                      | Dion Beukeboom (550è)                          |
| 2017      | 122è                     | Marco Zanotti (1121è)                          |
| 2018      | 42è                      | André Looij (175è)                             |
| 2019      | 38è                      | Bas van der Kooij (227è)                       |

UCI Oceania Tour
| Temporada | Classificació per equips | Millor ciclista en la classificació individual |
| --------- | ------------------------ | ---------------------------------------------- |
| 2015      | 15è                      | Massimo Graziato (60è)                         |